# Trumpchi
Trumpchi (in cinese: 传祺; pinyin: Chuánqí) è una casa automobilistica cinese fondata nel 2010 con sede a Canton, nel Guangdong, ed è una filiale del Guangzhou Automobile Industry Group (GAC Group).

## Storia
Il costruttore cinese GAC dopo aver costruito una solida base economica grazie alle numerose joint venture attive con costruttori di automobili come Honda, Toyota e Mitsubishi decise di creare un proprio marchio dedicato alla vendite e alla produzione di vetture di propria progettazione. Approvato il progetto dai vertici nel maggio 2007 la GAC strinse un accordo con Fiat Group Automobiles per acquistare la licenza di produzione di telai automobilistici e motorizzazioni: l’accordo prevedeva i diritti di utilizzo della piattaforma dell’Alfa Romeo 166 e delle motorizzazioni 1.8 Pratola Serra e 2.0 Twin Spark. Nel 2008 l’accordo con FIAT viene raggiunto ed ufficializzato e iniziò la costruzione degli stabilimenti per la produzione dei nuovi veicoli. Dopo due anni di lavori nel 2010 debutta ufficialmente il marchio Trumpchi e viene presentata la prima vettura, la berlina Trumpchi GA5, un modello di medie dimensioni a quattro porte basato sulla piattaforma dell'Alfa Romeo 166 la cui produzione di serie partì nel settembre 2010. Le prime 500 berline Trumpchi prodotte vennero consegnate al comitato di organizzatore dei Giochi asiatici del 2010 nell'ottobre 2010.

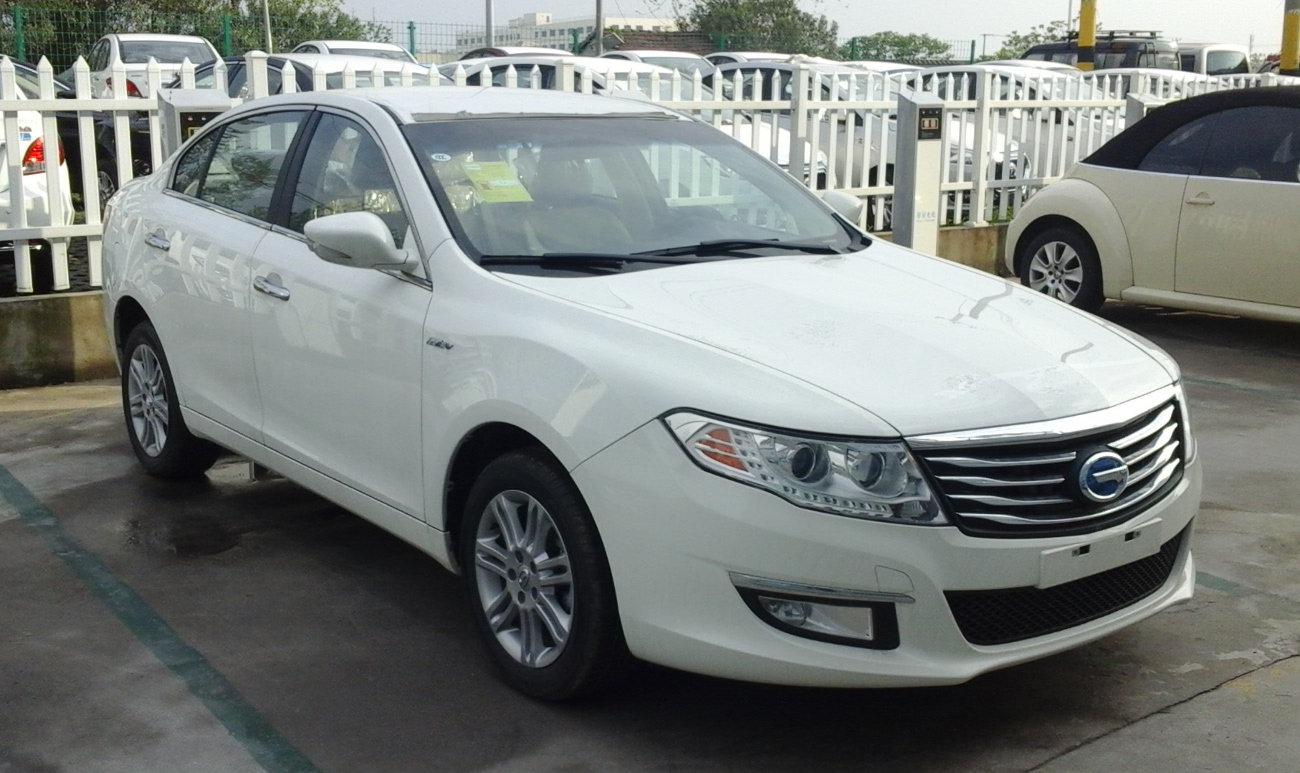
La Trumpchi GA5 basata sul pianale dell'Alfa Romeo 166

La Trumpchi GA5 successivamente venne presentata ufficialmente al pubblico al salone dell’automobile di Guangzhou nel dicembre 2010 e le vendite in Cina partirono nello stesso mese. La vettura ebbe una accoglienza tiepida nonostante l’ottima meccanica di derivazione Alfa Romeo e la casa iniziò a lavorare a numerosi altri modelli per allargare la gamma prodotti. Nel 2012 debuttò la Trumpchi GS5, una SUV derivata dalla berlina GA5 con assetto rialzato e l'anno seguente la compatta GA3, berlina realizzata su meccanica Toyota.
Nel 2013 la GAC avvia la promozione e la distribuzione del marchio sui mercati fuori la Cina: le vetture iniziarono ad essere vendute in Taiwan e numerosi altri mercati sfruttando la rete di vendita del marchio Gonow (appartenente alla GAC Group), nello stesso anno Trumpchi fece la sua prima apparizione al North American International Auto Show di Detroit nel gennaio 2013 presentando la concept car Trumpchi E-Jet, una berlina di tipo ibrida PHEV che anticipa i futuri progetti di vetture elettrificate del marchio.
Negli anni successivi Trumpchi espande la gamma lanciando altre berline come la GA6 e la GS5S (una versione ristilizzata della GS5) e i primi veicoli ibridi alimentati da motore termico ed elettrico con batterie posizionate sotto il pianale.

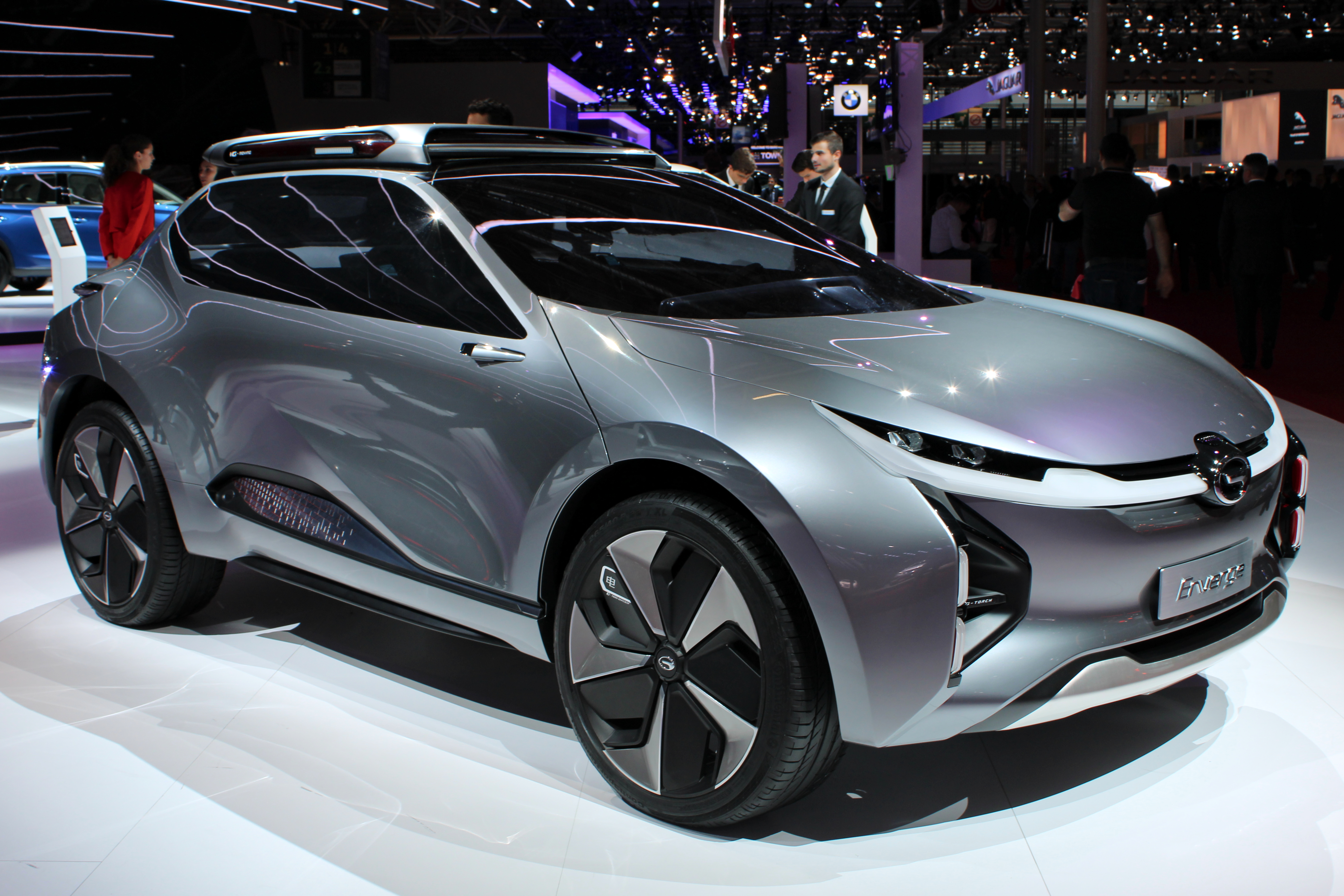
Il prototipo Envorge al Salone di Parigi 2018

Nel maggio 2017 viene prodotto il milionesimo veicolo.
Attualmente il marchio Trumpchi è presente oltre che sul mercato cinese anche nelle Filippine, Nigeria, Azerbaigian, America Latina e Medio Oriente.

## Produzione

### Veicoli in produzione
- GA3 (dal 2013) Berlina 3 volumi
- GA4 (dal 2018) Berlina 3 volumi
- GA6 (dal 2014) Berlina 3 volumi
- GA8 (dal 2016) Berlina 3 volumi
- GM6 (dal 2018) Monovolume
- GM8 (dal 2018) Monovolume
- GS3 (dal 2017) SUV
- GS4 (dal 2015) SUV
- GS5S (dal 2012) SUV
- GS7 (dal 2017) SUV
- GS8 (dal 2017) SUV

### Veicoli fuori produzione
- GA5 (2010-2018) Berlina 3 volumi